# Kraakda
Kraakda (în arabă كراكدة) este o comună din provincia El Bayadh, Algeria.
Populația comunei este de 1.750 de locuitori (2008).